# العلاقات الأوغندية السورينامية
العلاقات الأوغندية السورينامية هي العلاقات الثنائية التي تجمع بين أوغندا وسورينام.

## مقارنة بين البلدين
هذه مقارنة عامة ومرجعية للدولتين:
| وجه المقارنة                                              | أوغندا                        | سورينام                        |
| --------------------------------------------------------- | ----------------------------- | ------------------------------ |
| المساحة (كم2)                                             | 241.04 ألف                    | 163.27 ألف                     |
| عدد السكان (نسمة)                                         | 42.86 مليون                   | 563.40 ألف                     |
| الكثافة السكانية (ن./كم²)                                 | 177.81                        | 3.45                           |
| العاصمة                                                   | كامبالا                       | باراماريبو                     |
| اللغة الرسمية                                             | لغة إنجليزية، اللغة السواحلية | اللغة الهولندية                |
| العملة                                                    | شيلينغ أوغندي                 | دولار سورينامي، غيلدر سورينامي |
| الناتج المحلي الإجمالي (بليون دولار)                      | 25.89 مليار                   | 3.32 مليار                     |
| الناتج المحلي الإجمالي (تعادل القوة الشرائية) بليون دولار | 72.25 مليار                   | 9.07 مليار                     |
| الناتج المحلي الإجمالي الاسمي للفرد دولار أمريكي          | 705                           | 9.48 ألف                       |
| الناتج المحلي الإجمالي للفرد دولار أمريكي                 | 1.77 ألف                      | 16.64 ألف                      |
| مؤشر التنمية البشرية                                      | 0.483                         | 0.714                          |
| رمز المكالمات الدولي                                      | +256                          | +597                           |
| رمز الإنترنت                                              | .ug                           | .sr                            |
| المنطقة الزمنية                                           | ت ع م+03:00                   | 00                             |

## منظمات دولية مشتركة
يشترك البلدان في عضوية مجموعة من المنظمات الدولية، منها:
| علم المنظمة | اسم المنظمة                                 | تاريخ انضمام أوغندا | تاريخ انضمام سورينام |
| ----------- | ------------------------------------------- | ------------------- | -------------------- |
|             | يونسكو                                      | 9 نوفمبر 1962       | 16 يوليو 1976        |
|             | وكالة ضمان الاستثمار متعدد الأطراف          | 10 يونيو 1992       | 2 يوليو 2003         |
|             | الأمم المتحدة                               | 25 أكتوبر 1962      | 4 ديسمبر 1975        |
|             | مجموعة دول أفريقيا والكاريبي والمحيط الهادئ | ?                   | ?                    |
|             | الاتحاد البريدي العالمي                     | ?                   | ?                    |
|             | البنك الدولي للإنشاء والتعمير               | 27 سبتمبر 1963      | 27 يونيو 1978        |
|             | منظمة التعاون الإسلامي                      | ?                   | ?                    |
|             | منظمة حظر الأسلحة الكيميائية                | ?                   | ?                    |
|             | الاتحاد الدولي للاتصالات                    | 8 مارس 1963         | 15 يوليو 1976        |
|             | مؤسسة التمويل الدولية                       | 27 سبتمبر 1963      | 1 سبتمبر 2011        |
|             | منظمة التجارة العالمية                      | ?                   | ?                    |
|             | منظمة الشرطة الجنائية الدولية               | ?                   | ?                    |

## وصلات خارجية
- موقع وزارة الخارجية الأوغندية
- موقع وزارة الخارجية السورينامية